# Pomník císaře Josefa II. v Lanškrouně
Pomník císaře Josefa II. v Lanškrouně je zaniklý pomník, jenž byl vybudován německými občany města Lanškrouna v roce 1882. Stál na dnešním náměstí Aloise Jiráska vedle zámku a před kostelem sv. Václava. Josef II. byl českými úřady chápán jako symbol germanismu a vládce neoblíbené rakouské říše. Proto byl pomník českými úřady v polovině 20. let 20. století odstraněn.

## Pozadí vzniku pomníku
Na konci 19. století se v německých zemích šířila idea Velkého Německa, usilující o ideové a kulturní spojení všech lidí hovořících německy. V historii se hledali lidé, kteří pro německý národ mnoho vykonali. Obzvláště oblíbený byl Josef II., velký zastánce nejenom osvícenství, centralizace, ale i germanizace. Sto let po jeho smrti byl velice módní jeho kult. Nechávaly se zhotovovat jeho busty, sochy a pomníky.

## Historie pomníku
Rakouskému mocnářství se chtěli zavděčit i obyvatelé města Lanškrouna, což většinou byli čeští Němci. – Lanškroun ležel na území zvaném Hřebečsko (Schönhengstgau).
Místní zastupitelé využili nabídky železáren v Blansku a pořídili z tamní slevárny pro město Lanškroun jeden odlitek z tehdy sériově vyráběného pomníku císaře Josefa II. (Nešlo tedy o unikát ani o historicky nějak ojediněle významnou sochu. Identických odlitků se do dnešních dnů zachovalo hned několik.)
Ke slavnostnímu odhalení došlo dne 25. června 1882 v rámci velké lidové slavnosti, po níž mimo jiné následovala velká hostina v místním Hotelu Benoni. Školní náměstí (Schulsplatz), na kterém byl pomník umístěn, bylo při té příležitosti přejmenováno na Josefské náměstí (Josefsplatz).
Po vzniku ČSR nechaly české úřady lanškrounský pomník odstranit (ovšem teprve v roce 1924). Podobný osud potkal v letech 1919–1925 i celou řadu dalších pomníků Josefa II., stojících do té doby na různých místech v severním pohraničí Čech. Josef II. se jako odpůrce úředního používání českého jazyka českým nacionalistům nezamlouval.